# Alain Thiry
Alain Thiry (Lyon, 7 de diciembre de 1943 - Lyon, 28 de enero de 2015) fue un futbolista francés que jugaba en la demarcación de defensa.

## Biografía
Debutó como futbolista en 1964 con el Olympique de Lyon tras formarse en las categorías inferiores del club. Disputó un total de trece temporadas con el club de Lyon, ganando la Copa de Francia en 1967 y en 1973, haciéndose con la Supercopa de Francia el mismo año. En 1977 fichó por dos años con el SAS Épinal, donde se retiró como futbolista. Tras su retiro como futbolista, ejerció el cargo de ojeador del club que le vio debutar, además de ser el responsable de los equipos de la cantera.
Falleció el 28 de enero de 2015 a los 71 años de edad.

## Clubes
| Club              | País    | Año         |
| ----------------- | ------- | ----------- |
| Olympique de Lyon | Francia | 1964 - 1977 |
| SAS Épinal        | Francia | 1977 - 1979 |

## Palmarés

### Campeonatos nacionales
| Título               | Club              | País    | Año  |
| -------------------- | ----------------- | ------- | ---- |
| Copa de Francia      | Olympique de Lyon | Francia | 1967 |
| Copa de Francia      | Olympique de Lyon | Francia | 1973 |
| Supercopa de Francia | Olympique de Lyon | Francia | 1973 |